# Bishopsteignton
Bishopsteignton är en ort och civil parish i Storbritannien.   Den ligger i grevskapet Devon och riksdelen England, i den södra delen av landet, 260 km väster om huvudstaden London. Bishopsteignton ligger 52 meter över havet och antalet invånare är 2 094.
Terrängen runt Bishopsteignton är platt söderut, men norrut är den kuperad. Havet är nära Bishopsteignton åt sydost.  Närmaste större samhälle är Exeter, 19,1 km norr om Bishopsteignton. 